# Letargia
A letargia a fáradtság vagy az energia hiányának állapota. A letargia velejárói a depresszió, a motiváció hiánya és az apátia. Az állapotot a rendszertelen alvás, a túlzott mértékű munka, a stressz, a rendszertelen táplálkozás és az unalom váltja ki, illetve betegség jele is lehet. A letargia egy gyógyszer mellékhatása is lehet. Az alvás és a táplálkozás normalizalásával a letargia állapota megszűnik.
A középkorban apostema frigidum posterioris partis cerebri-nek hívták a letargia állapotát.

## Külső hivatkozások
- Wise Geek
- Wrong Diagnosis